# Кюриаль, Филибер-Жан-Батист Франсуа
Филибер Жан-Батист Франсуа Жозеф Кюриаль (фр. Philibert Jean-Baptiste François Joseph Curial; 1774—1829) — французский военный деятель, дивизионный генерал (1809 год), граф (1814 год), пэр (1814 год), командир гвардейских пехотных частей в армии Наполеона. Участник революционных и наполеоновских войн. Имя генерала выбито на Триумфальной арке в Париже.

## Биография

### Происхождение и служба в Аллоброжском легионе
Родился 21 апреля 1774 года в Сен-Пьер-д'Альбиньи в семье гражданского судьи и члена Совета старейшин Монблана, Франсуа Жозефа Кюриаля (фр. François Joseph Curial; 1739–1801), и его супруги Мари Доманже (фр. Marie Domenget; 1753–1825). 
1 августа 1792 вступил на военную службу волонтёром в Аллоброжский легион. Участвовал в штурме Тюильри 10 августа. В Гренобле Легион был окончательно сформирован и 22 сентября включён в состав армии генерала Монтескью, которая в сентябре начала поход на Савойю. Менее чем через месяц «аллоброги» без боя взяли Тонон. Ликующие толпы горожан приветствовали их как освободителей.

### Служба под началом Бонапарта
13 марта 1793 года перешёл в 1-й батальон волонтёров Монблана, и был избран сослуживцами капитаном. 5 апреля стал командиром 8-й роты фузилеров. В 1793-95 годах Кюриаль дрался на Пиренеях. 10 августа 1795 года его батальон влился в состав 5-й временной полубригады. Был переброшен в Италию. Сражался с австрийцами в армии Бонапарта. С 3 июня 1796 года командовал ротой в составе легендарной 18-й полубригады линейной пехоты, получившей от Наполеона прозвище «Храбрая 18-я» (фр. Brave 18e). В 1798 году служил в Швейцарии.
В мае 1798 году стал помощником полковника штаба Альмера в составе Восточной армии Бонапарта и отправился в Египет в составе дивизии генерала Бона. Отличился при захвате Мальты. 16 мая 1799 года на поле боя получил от Бонапарта звание командира батальона. 23 сентября 1800 года произведён генералом Мену в полковники, и назначен командиром 88-й полубригады линейной пехоты. 21 марта 1801 года в сражении при Александрии получил пулевое ранение, прошедшее через левую руку и проникшее прямо в грудь. После поражения вернулся во Францию.

### Гвардеец
29 августа 1803 года его полубригаду включили в состав 3-й пехотной дивизии Леграна в лагере Сент-Омер.  27 октября 1803 года 88-й полк придан новой 4-й пехотной дивизии Сюше в том же лагере. Принимал участие в кампании 1805 года против Австрии и России. Отличился в сражении при Аустерлице, за что получил орден Почётного легиона.
1 мая 1806 года Кюриаль был произведён в майоры гвардии, и назначен командиром нового 2-го полка пеших егерей Императорской гвардии. В кампании 1806-07 годов в Восточной Пруссии он сражался с немцами и русскими при Прейсиш-Эйлау и за отличие 16 февраля 1807 года был произведён в майор-полковники гвардии. В сражении при Гейльсберге Кюриаль был ранен пулей в голову, и 25 июня 1807 года произведён в бригадные генералы.
14 марта 1808 года в Париже женился на Клементине Бёньо (фр. Clémentine Marie Amélie Beugnot; 1788–1840), дочери государственного советник Жака Бёньо (фр. Jacques Claude Beugnot; 1761–1835). В браке родились трое детей: сын Наполеон Жозеф (фр. Napoléon Joseph Curial; 1809–1861), дочь Клементина (фр. Marie Clémentine Curial; 1812–1889) и сын Адольф (фр. Adolphe Philibert Curial; 1814–1873).
С ноября 1808 года Кюриаль воевал в Испании. 15 января 1809 года был отозван в Париж. 30 апреля 1809 года он получил в командование 1-ю дивизию Молодой гвардии и совершил поход в Австрию. Отличился 22 мая, где отразил семь атак неприятеля на деревню Эсслинг. 5 июня 1809 года получил звание дивизионного генерала. 5 и 6 июля 1809 года принимал участие в сражении при Ваграме.
10 марта 1812 года, накануне вторжения в Россию, Кюриаль возглавил 3-ю пехотную дивизию Старой гвардии, с которой совершил всю кампанию 1812 года. 11 января 1813 года вернулся во Францию.
После разгрома Великой армии он вернулся во Францию и занимался формированием новых подразделений взамен частей, погибших в России. 29 июля 1813 года возглавил 1-ю бригаду (пешие егеря) Старой гвардии Фриана. 27 августа 1813 года Кюриаль вновь получил в командование 1-ю дивизию Молодой гвардии, но уже 27  сентября был перемещён на должность командира 2-й дивизии Старой гвардии. В кампании 1813 года он отличился в сражениях 16 октября при Вахау, где захватил позицию Дёлиц, опрокинул противника к реке Пляссе и захватил в плен большое количество бойцов, среди которых был австрийский генерал Мерфельдт. 30 октября сражался при Ханау.
С 16 ноября отвечал за воссоздание гвардейского корпуса в Меце. 25 января 1814 года был передан под начало маршала Удино. 31 января 1814 года был назначен командиром 2-й дивизии Молодой гвардии вместо Деку. Состоял в корпусе маршала Нея и сражался с союзными войсками при Ла-Ротьере, Вошане, Краоне и Лаоне. С 12 марта Кюриаль командовал дивизией Молодой гвардией в корпусе Мортье. После разгрома при Фер-Шампенуазе он с остатками войск отошёл к Парижу и принял деятельное участие в защите французской столицы против союзников.

### На службе Бурбонов
При первой реставрации Кюриаль остался в строю и командовал гвардейскими пешими егерями в Нанси. 4 июня 1814 года стал пэром Франции. Во время «Ста дней» он вновь перешёл к Наполеону. 20 апреля 1815 года был назначен губернатором дворца Рамбуйе. 25 апреля сменил генерала Брайе в должности командующего 19-м военным округом в Лионе. С 13 мая числился в распоряжении маршала Сюше. 12 июня сменил больного генерала Пакто во главе 22-й пехотной дивизии Альпийской армии. С 12 августа 1815 года без служебного назначения. По причине своего бездействия Кюриаль был помилован и назначен членом особого суда над маршалом Неем. Здесь он высказывался за сохранение жизни Нею и высылку его из страны.
21 апреля 1820 года Кюриаль был назначен генеральным инспектором пехоты. 12 февраля 1823 года во главе 5-й пехотной дивизии 4-го корпуса маршала Монсея совершил поход в Испанию. 9 июля 1823 года сражался у Медина-дель-Рей. 13 июня 1827 года получил придворную должность 1-го камердинера гардероба его величества.
25 февраля 1824 года российский император Александр I пожаловал Кюриалю орден св. Александра Невского.
16 июня 1827 года Кюриаль был назначен командором королевских орденов. Скончался в Париже 30 мая 1829 года.

## Воинские звания
- Солдат (1 августа 1792 года);
- Капитан (5 апреля 1793 года);
- Командир батальона (16 мая 1799 года);
- Полковник (23 сентября 1800 года, утверждён 5 июля 1802 года);
- Бригадный генерал (25 июня 1807 года);
- Дивизионный генерал (5 июня 1809 года).

## Титулы
- Барон Кюриаль и Империи (фр. baron Curial et de l'Empire; декрет от 19 марта 1808 года, патент подтверждён 28 мая 1808 года в Байонне)[2];
- Граф Кюриаль и Империи (фр. comte Curial et de l'Empire; декрет от 29 ноября 1813 года, патент подтверждён 22 марта 1814 года в Тюильри)[3][4];
- Пэр Франции (фр. pair de France; 4 июня 1814 года).

## Награды
Легионер ордена Почётного легиона (11 декабря 1803 года)
 Офицер ордена Почётного легиона (14 июня 1804 года)
 Коммандан ордена Почётного легиона (25 декабря 1805 года)
 Кавалер саксонского военного ордена Святого Генриха (29 июня 1807 года)
 Кавалер ордена Железной короны (23 декабря 1807 года)
 Большой крест ордена Воссоединения (20 ноября 1813 года)
 Кавалер военного ордена Святого Людовика (2 июня 1814 года)
 Великий офицер ордена Почётного легиона (14 июля 1814 года)
 Большой крест ордена Почётного легиона (14 февраля 1815 года)
 Командор военного ордена Святого Людовика (20 августа 1823 года)
 Большой крест испанского ордена Святого Фердинанда (4 ноября 1823 года)
 Кавалер ордена Святого Александра Невского (25 февраля 1824 года)
 Кавалер ордена Святого Духа (3 июня 1827 года)